# Zygfryd Słoma
Zygfryd Stanisław Słoma ps. Bociek (ur. 28 października 1927 w Poznaniu, zm. 24 stycznia 2007 tamże) – polski piłkarz, wieloletni zawodnik Lecha Poznań, reprezentant Polski.

## Życiorys
Na boisku występował jako stoper oraz pomocnik. Wychowanek Lecha Poznań, całą swoją piłkarską karierę związał z tym klubem (1945–1961). W jego barwach wystąpił 283 razy (w najwyższej lidze 222 mecze) i zdobył 19 bramek (17 w ekstraklasie).
Dwukrotnie wystąpił w pierwszej reprezentacji Polski (w 1950, przeciwko Albanii i Rumunii). Po zakończeniu kariery piłkarskiej przez wiele lat pracował w Lechu jako trener pierwszej drużyny, a następnie do 1987 roku jako wychowawca młodzieży. Był działaczem Wielkopolskiego OZPN i kawalerem Orderu Odrodzenia Polski.
Zmarł 24 stycznia 2007 w Poznaniu. 30 stycznia został pochowany na Cmentarzu Junikowskim w Poznaniu.